# Renate Wind
Renate Wind (* 14. August 1950 in Hamm, Nordrhein-Westfalen; † 9. Januar 2023 in Heidelberg) war eine deutsche Pfarrerin und Professorin für Neues Testament und Kirchengeschichte. Sie lehrte bis 2015 an der Evangelischen Hochschule Nürnberg.

## Leben und Wirken
Unter anderem war sie in folgenden Organisationen tätig: Weiße Rose Stiftung, Internationale Bonhoeffer Gesellschaft, American Academy of Religion.
Wind veröffentlichte zahlreiche Publikationen, vor allem im christlich-religiösen wie philosophischen Bereich. Im Jahre 1993 wurde sie für ihre Bonhoeffer-Biografie mit dem Evangelischen Buchpreis ausgezeichnet. Ihr Werk beschäftigt sich mit dem Leben des lutherischen Theologen Dietrich Bonhoeffer sowie dessen Beteiligung am deutschen Widerstand gegen den Nationalsozialismus.

## Veröffentlichungen (Auswahl)
- Christsein im Imperium: Jesusnachfolge als Vision einer anderen Welt. Gütersloh, 2016, Gütersloher Verlagshaus
- mit M. Kuch: Dietrich Bonhoeffer und Maria von Wedemeyer: Die Geschichte einer Sehnsucht in Texten und Tönen. Gütersloh, 2015, Gütersloher Verlagshaus
- Wer leistet sich heute noch eine wirkliche Sehnsucht?: Maria von Wedemeyer und Dietrich Bonhoeffer. Gütersloh, 2006, Gütersloher Verlagshaus
- Eva, Maria und Co.: Frauen in der Bibel und ihre Geschichte(n). Neukirchen-Vluyn, 2004. Neukirchener Verlagshaus
- Die Bibel. In: Oberstufe Religion (Marggraf, E.). Stuttgart, 2002. Calwer Verlag
- Dem Rad in die Speichen fallen: Die Lebensgeschichte des Dietrich Bonhoeffer. Weinheim & Basel, 1990. Beltz & Gelberg